# Elpídio Silva
Elpídio Silva (Campina Grande, 19 juli 1975) is een voormalig Braziliaans voetballer.